# Plan de travail (cuisine)
Ne pas confondre avec le plan de travail dans la réalisation audiovisuelle

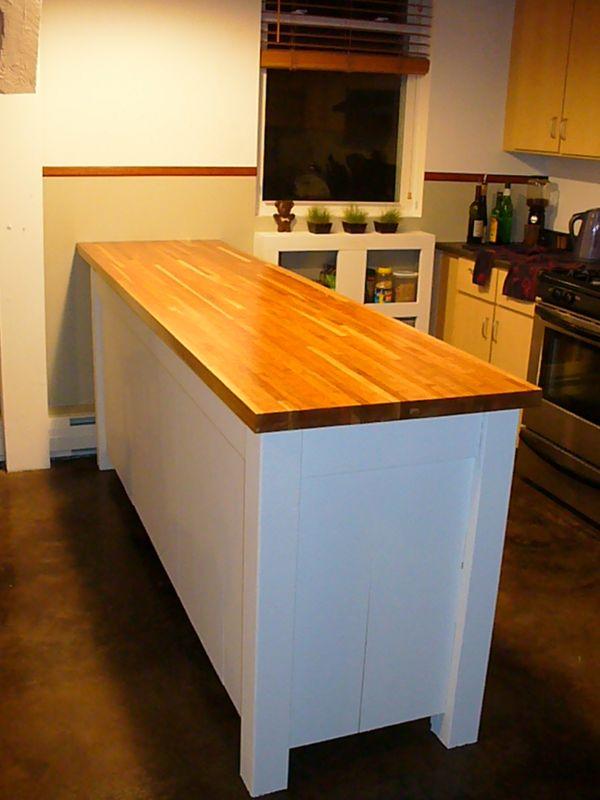
Un plan de travail en bois.

Dans une cuisine, le plan de travail est la surface plane servant à la préparation des repas, aux découpes et aux finitions culinaires. Il est également destiné à recevoir l’encastrement des électroménagers comme la plaque de cuisson et l’évier.

## Matériau
Par principe, cette surface doit présenter des gages de solidité et d'inaltération (résistance aux chocs, aux rayures, à la chaleur, aux produit détergents ou tachants), ainsi que de facilité d'entretien(nettoyage). Afin de répondre à ces impératifs le plan de travail peut être fabriqué dans différents matériaux comme : 
- Le quartz de synthèse ;
- le bois massif (parfois traité par ignifugation) ou encore recouvert de carrelage ou d'un motif décoratif stratifié ;
- la pierre, comme le marbre, ou encore le granit (plusieurs finitions peuvent être ajoutées : poli, flammé, satiné, cuir...) ;
- le béton ciré ;
- le métal (inox) ;
- le verre ;
- les matériaux de synthèse : le corian en est l'exemple direct (facile d'entretien, il est composé de 1/3 de résine epoxy et 2/3 de matériaux végétaux).

## Dimensions
La hauteur d'un plan de travail varie fonction de l'utilisation qui en est faite :
- entre 74 et 85 cm, pour une table ;
- entre 85 et 94 cm, pour un plan de cuisson ;
- entre 94 et 115 cm, pour plan de travail normal ;
- 115 cm, pour un bar.